# Janusz Kotlarczyk
Janusz Kotlarczyk (ur. 20 czerwca 1931 w Wadowicach, zm. 1 października 2017) – polski geolog i archeolog, profesor AGH, członek PAN (1991 członek korespondent, 2007 członek rzeczywisty) i PAU oraz Polskiego Towarzystwa Geologicznego.

## Życiorys
Pochodził ze znanej wadowickiej rodziny inteligenckiej; zarówno jego matka, jak i ojciec byli pedagogami. Swoją karierę naukową związał z Akademią Górniczo-Hutniczą w Krakowie, gdzie w latach 1969–1974 kierował Instytutem Geologii Regionalnej i Złóż Węgli. Tam także w 1980 roku uzyskał profesurę. Do jego osiągnięć z zakresu geologii i stratygrafii należało przede wszystkim odkrycie złóż diatomitów na Pogórzu Przemyskim, stratygrafia płaszczowiny skolskiej oraz projekt Parku Krajobrazowego Pogórza Przemyskiego. Jako archeolog rozwinął oryginalną koncepcję na temat celtyckiego pochodzenia krakowskich kopców Kraka i Wandy. Przez lata współpracował z Muzeum Miejskim w Wadowicach oraz rocznikiem „Wadoviana”. Był założycielem i Honorowym Przewodniczącym Komisji Geoinformatyki PAU. Zmarł w Krakowie i pochowany został na wadowickim cmentarzu rzymskokatolickim 9 października 2017 roku.

## Rodzina
Profesor Janusz Kotlarczyk był synem zamordowanego w Mauthausen-Gusen profesora gimnazjalnego Tadeusza (1903–1940), wnukiem Stefana (1874–1931), dramaturga i twórcy wadowickiego teatru amatorskiego „Jagiellonki” oraz bratankiem przyjaciela i nauczyciela teatralnego późniejszego papieża Jana Pawła II, Mieczysława (1908–1978), twórcy Amatorskiego Teatru Powszechnego w Wadowicach, pomysłodawcy oraz dyrektora krakowskiego Teatru Rapsodycznego. Żoną profesora była aktorka Ewa z Bohosiewiczów-Kotlarczykowa (1928–2002) (primo voto Sztolcman).

## Osiągnięcia naukowe
- odkrycie złóż diatomitów na Pogórzu Przemyskim
- synteza stratygrafii płaszczowiny skolskiej
- opracowanie projektu utworzenia Parku Krajobrazowego Pogórza Przemyskiego (zrealizowany) i Turnickiego Parku Narodowego (niezrealizowany)